# Алексеевка (Сорочинский район)
Алексеевка — село в Сорочинском городском округе Оренбургской области России.

## География
Село находится в западной части Оренбургской области, в пределах возвышенности Общий Сырт, в степной зоне, на берегах реки Воробьёвки, вблизи места впадения в неё реки Волчевки, на расстоянии примерно 22 километров (по прямой) к юго-востоку от города Сорочинска, административного центра района. Абсолютная высота — 131 метр над уровнем моря.
Часовой пояс
Село Алексеевка, как и вся Оренбургская область, находится в часовой зоне МСК+2. Смещение применяемого времени относительно UTC составляет +5:00.

## История
До 1 июня 2015 года входило в состав ныне упразднённого Матвеевского сельсовета.

## Население
| 2010 |
| ---- |
| 158  |

Половой состав
По данным Всероссийской переписи населения 2010 года в половой структуре населения мужчины составляли 40,1 %, женщины — соответственно 59,9 %.
Национальный состав
Согласно результатам переписи 2002 года, в национальной структуре населения русские составляли 92 % из 222 чел.